# Fujiwara no Takatō
Fujiwara no Takatō (藤原高遠) (949 - 16 juin 1013) est un courtisan, musicien et poète japonais du milieu de l'époque de Heian. Son père est Fujiwara no Tadatoshi et son grand-père Fujiwara no Saneyori. Il fait partie de la liste des trente-six poètes immortels du Moyen Âge (Chūko Sanjūrokkasen).
Il est nommé Jugoi en 964 et chambellan en 967. En 970, il est fonctionnaire dans la province d'Ōmi, en 971, il est promu Shōgoi, en 984 shōshii et en 986 chef du kuraryō. Vers 990, il devient jusanmi puis sangi, en 1004 dazaifu de la province de Tsukushi, et en 1012 shōsanmi.
Comme poète waka, il réunit ses poèmes dans une compilation personnelle appelée Daini Takatō-shū (大弐高遠集) et 28 de ses poèmes paraissent dans diverses anthologies impériales dont le Shūi Wakashū. Il est aussi connu comme spécialiste de la flûte.

## Source de la traduction
- (es) Cet article est partiellement ou en totalité issu de l’article de Wikipédia en espagnol intitulé « Fujiwara no Takatō » (voir la liste des auteurs).